# سیارک ۱۶۵۴
سیارک ۱۶۵۴ (به انگلیسی: 1654 Bojeva، نامگذاری:1931TL) هزار و ششصد و پنجاه و چهارمین سیارک کشف شده‌است که در ۸ اکتبر ۱۹۳۱ و در رصدخانه سایمیز کشف شد.
قدر مطلق سیارک برابر ۱۰٫۸۰ است.